# Хостишовце
Хостишовце (слч. Hostišovce) насељено је мјесто са административним статусом сеоске општине (слч. obec) у округу Римавска Собота, у Банскобистричком крају, Словачка Република.

## Становништво
| Година:    | 1994. | 2004.    | 2014.   | 2024.    |
| ---------- | ----- | -------- | ------- | -------- |
| Број људи: | 179   | 200      | 253     | 223      |
| Разлика:   |       | +11,73 % | +26,5 % | -11,85 % |

| Година:    | 2023. | 2024.   |
| ---------- | ----- | ------- |
| Број људи: | 225   | 223     |
| Разлика:   |       | -0,88 % |

Према подацима о броју становника из 2011. године насеље је имало 227 становника.